# Mare de Déu dels Dolors de Gratallops
La Mare de Déu dels Dolors de Gratallops és una capelleta de Gratallops (Priorat) inclosa a l'Inventari del Patrimoni Arquitectònic de Catalunya.

## Descripció
Es tracta d'una petita construcció de planta pràcticament quadrada d'uns 3'9m de costat, amb una sola nau i coberta a 4 vessants. Es feta de pedra i arrebossada. La façana és decorada amb quatre falses columnes que suporten un arquitrau i un frontó. Les dues columnes interiors emmarquen la porta amb un arc de mig punt i un guardapols. L'interior és buit, enguixat i cobert per una cúpula. La porta, de fusta, té un petit reixat que permet veure l'interior.

## Història
La construcció d'aquest edifici sembla estar en relació amb les estacions del Via Crucis que hi ha al poble. El mateix nom de Calvari ens ho suggereix, així com el fet d'estar situat dalt d'un petit turonet proper al poble. Dintre d'aquest conjunt, la capelleta representava la darrera estació. Així es continua fent avui.